# Układ spoczynkowy
W szczególnej teorii względności układem spoczynkowym cząstki jest układ współrzędnych (układ odniesienia), w którym cząstka pozostaje w stanie spoczynku. W układzie tym obserwator jest w spoczynku względem danego obiektu.
Układ spoczynkowy obiektów złożonych (takich jak płyn lub ciało stałe zbudowane z wielu wibrujących atomów) przyjmuje się jako układ odniesienia, w którym średni pęd cząstek tworzących substancję wynosi zero (pojedyncze cząstki mogą posiadać pęd, ale łącznie nie  mają go). Przykładowo, układ spoczynkowy pojemnika z gazem, byłby układem spoczynkowym samego pojemnika, w którym cząsteczki gazu nie są w spoczynku, ale nie jest bardziej prawdopodobne, że będą podróżować w konkretnym kierunku. W przypadku rzeki, układ spoczynkowy odnosiłby się do łodzi bez napędu, gdzie średnia prędkość wody wynosi zero. Układ ten jest również nazywany układem środka pędu lub układem środka masy.
Układ środka masy jest istotny, ponieważ jest on układem odniesienia, w którym całkowita energia (całkowita energia relatywistyczna) cząstki lub obiektu złożonego jest również masą spoczynkową (pomnożoną przez kwadrat prędkości światła). Jest to ponadto układ odniesienia, w którym obiekt lub system ma minimalną całkowitą energię.
Zarówno w szczególnej, jak i ogólnej teorii względności istotne jest określenie układu spoczynku wszelkich pomiarów czasu, ponieważ czas wystąpienia zdarzenia zależy od układu spoczynkowego obserwatora. Z tego powodu czasy wystąpienia poszczególnych wydarzeń astronomicznych, takich jak wybuch supernowej, są zwykle rejestrowane w kategoriach czasu dotarcia światła ze zdarzenia do Ziemi, ponieważ „czas rzeczywisty”, w którym nastąpiło zdarzenie, zależy od wybranego układu spoczynkowego. Na przykład, w układzie spoczynkowym cząstki neutrino, która dotarła z Mgławicy Krab na Ziemię, supernowa wystąpiła w 1054 r. n.e. tylko na krótko przed tym, jak światło dotarło do Ziemi, ale w układzie spoczynkowym Ziemi zdarzenie miało miejsce około 6300 lat wcześniej..